# AIM-95 Agile

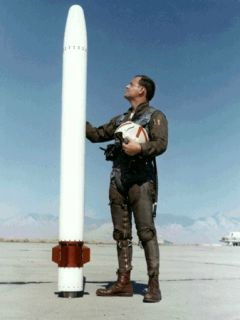
Fotografía de la marina estadounidense de un misil AIM-95.

El AIM-95 Agile es un misil aire-aire de corto alcance desarrollado entre 1968 y 1975 por el Centro de Armas Navales del ejército de los Estados Unidos en China Lake y finalmente cancelado por su alto coste. Su propósito era el de reemplazar al AIM-9 Sidewinder. Disponía de buscador en infrarrojos, estaba propulsado por combustible sólido y el control de dirección era por impulso vectorial.

## Datos técnicos
- Masa total: 135 kg
- Diámetro del cuerpo principal: 0.21 m
- Longitud total: 2.44 m
- Envergadura: 0.30 m
- Alcance máximo: 6.50 km